# Terrilactibacillus tamarindi
Terrilactibacillus tamarindi es una bacteria ácido láctica del género Terrilactibacillus, familia Bacillaceae. Fue descrita por Kingkaew, Engkarat; Nuhwa, Ratthanatda, Piluk, Jirabhorn, Thitiprasert, Sitanan, Thongchul, Nuttha, Tanasupawat y Somboon en junio de 2020. Fue aislada de la corteza de árboles de tamarindo en Tailandia; Se estudió taxonómicamente la cepa BCM23-1T, aislada de la corteza del árbol, utilizando enfoques polifásicos. La cepa fue recolectada en la provincia de Chiang Mai, en el norte de Tailandia, utilizando agar De Man, Rogosa y Sharpe (MRS) suplementado con 0,3 % de CaCO3 e incubados a 30 °C durante 72 horas.